# Cesare Milani
Cesare Milani (Livorno, 4 de enero de 1905-Livorno, 21 de junio de 1956) fue un deportista italiano que compitió en remo como timonel.
Participó en tres Juegos Olímpicos de Verano entre los años 1928 y 1936, obteniendo dos medallas, plata en Los Ángeles 1932 y plata en Berlín 1936. Ganó nueve medallas en el Campeonato Europeo de Remo entre los años 1926 y 1938.

## Palmarés internacional
| Juegos Olímpicos   | Juegos Olímpicos             | Juegos Olímpicos  | Juegos Olímpicos |
| Año                | Lugar                        | Medalla           | Prueba           |
| ------------------ | ---------------------------- | ----------------- | ---------------- |
| 1932               | Los Ángeles (Estados Unidos) | Medalla de plata  | Ocho con timonel |
| 1936               | Berlín (Alemania)            | Medalla de plata  | Ocho con timonel |
| Campeonato Europeo |                              |                   |                  |
| Año                | Lugar                        | Medalla           | Prueba           |
| 1926               | Lucerna (Suiza)              | Medalla de plata  | Dos con timonel  |
| 1927               | Como (Italia)                | Medalla de oro    | Dos con timonel  |
| 1929               | Bydgoszcz (Polonia)          | Medalla de oro    | Dos con timonel  |
| 1929               | Bydgoszcz (Polonia)          | Medalla de oro    | Ocho con timonel |
| 1930               | Lieja (Bélgica)              | Medalla de plata  | Ocho con timonel |
| 1931               | París (Francia)              | Medalla de plata  | Ocho con timonel |
| 1933               | Budapest (Hungría)           | Medalla de plata  | Ocho con timonel |
| 1937               | Ámsterdam (Países Bajos)     | Medalla de oro    | Ocho con timonel |
| 1938               | Milán (Italia)               | Medalla de bronce | Ocho con timonel |